# Maksimilijan II. Josip Bavarski
Maksimilijan II. Josip Bavarski (München, 28. studenog 1811. – München, 10. ožujka 1864.), bavarski kralj iz dinastije Wittelsbach.
Godine 1848. naslijedio je svoga oca Ludviga I. († 1868.), koji je zbog revolucije abdicirao s vlasti. Protivio se ujedinjenju Njemačke na čelu s Pruskom, a zalagao se za konfederaciju malih njemačkih država, koja bi bila uperena protiv Pruske.

## Vanjske poveznice
- Maksimilijan II. Josip Hrvatska enciklopedija

| Prethodnik:               | Bavarski kralj | Nasljednik:                |
| Ludvig I. (1825. – 1848.) | Bavarski kralj | Ludvig II. (1864. – 1886.) |